# Động đất Constitución 2012
Động đất Constitución 2012 là trận động đất xảy ra vào lúc 19:37 (UTC-4), ngày 25 tháng 3 năm 2012. Trận động đất có cường độ 7.1 richter, tâm chấn độ sâu khoảng 40,7 km. Hậu quả trận động đất đã làm 1 người chết.

## Thang địa chấn
| Bảng cường độ địa chấn theo thang đo Mercalli Nguồn: Cục Khảo sát Địa chất Hoa Kỳ |                                        |
| MMI                                                                               | Địa điểm                               |
| MMI VIII (Có sức phá hoại)                                                        | Cauquenes Constitución Pelluhue Talca  |
| MMI VII (Rất mạnh)                                                                | Cobquecura Parral Pelarco Villa Alegre |
| MMI VI (Mạnh)                                                                     | Curicó San Clemente                    |
| MMI V (Khá mạnh)                                                                  | Rancagua Chillán                       |
| MMI IV (Tương đối)                                                                | Santiago Valparaíso Mendoza            |
| MMI III (Nhẹ)                                                                     | Buenos Aires San Juan                  |